# Georg Morgenstierne
Georg Valentin von Munthe af Morgenstierne (2 janvier 1892 - 3 mars 1978) est un professeur norvégien de linguistique à l'Université d'Oslo (UiO). Il est spécialisé dans les langues indo-iraniennes.

## Recherches
Entre 1923 et 1971, Morgenstierne effectue des travaux de terrain en Afghanistan, au Pakistan, en Inde et en Iran. En 1924, il entreprend la première de ses deux grandes expéditions linguistiques. Il arrive à Kaboul avec une lettre personnelle d'introduction adressée au roi d'Afghanistan par le roi de Norvège. Parallèlement à l'étude des langues, Morgenstierne collecte des matériaux scientifiques remarquables issus de la culture des peuples régionaux, comme des images, des films de danses cérémonielles préislamiques et des enregistrements sonores de langues presque éteintes. Les documents sont disponibles dans sa base de données à la Bibliothèque nationale de Norvège.
Il épouse la fille de Sten Konow, un autre indianiste norvégien, dont il a été l'étudiant.

## Publications
- Ses publications  dans BIBSYS
- Rapport d'une mission linguistique en Afghanistan. Instituttet pour Sammenlignende Kulturforskning, Série C I-2. Oslo. Livres 0-923891-09-9
- Rapport sur une mission linguistique dans le nord-ouest de l'Inde par Georg Morgenstierne (ISBN 0-923891-14-5)